# فنسنت إف. هارينجتون
فنسنت إف. هارينجتون هو أستاذ جامعي وسياسي أمريكي، ولد في 16 مايو 1903 في سيوكس سيتي في الولايات المتحدة، وتوفي في 29 نوفمبر 1943 في روتلاند في المملكة المتحدة. نشط حزبياً في الحزب الديمقراطي. وقد انتخب عضو مجلس النواب الأمريكي ‏.